# 阿莱娜·赖霍娃
阿莱娜·赖霍娃（捷克語：Alena Reichová，1933年7月27日—2011年6月21日），捷克女子竞技体操运动员。她曾代表捷克斯洛伐克参加1952年和1956年夏季奥林匹克运动会体操比赛，其中1952年奥运会获得一枚铜牌。